# Quicksand (serie televisiva)
Quicksand (Störst av allt) è una serie televisiva svedese creata da Pontus Edgren e Martina Håkansson e diretta da Per-Olav Sørensen, Lisa Farzaneh. La serie è basata sull'omonimo libro Sabbie mobili di Malin Persson Giolito.
La prima stagione è stata pubblicata su Netflix il 5 aprile 2019.

## Trama
Una sparatoria scolastica ha luogo nel liceo di Djursholm. All'età di 18 anni, Maja Norberg viene arrestata e sospettata di omicidio. La protagonista ammette l'omicidio in una fase iniziale, ma nega il crimine: il processo verte piuttosto sul motivo per cui è stato commesso l'omicidio che sul fatto che sia stato commesso.
Come nel romanzo, la storia è raccontata dal punto di vista della protagonista, con eventi che vanno avanti e indietro tra il presente e i suoi ricordi degli eventi che hanno portato alla sparatoria. La serie di sei episodi risponde alla domanda principale sulla misura della sua complicità: Essendo l'unica studentessa rimasta in vita dopo la sparatoria, ha cospirato con il suo ragazzo che ha pianificato l'attacco o è una spettatrice innocente? Lo stesso Fagerman muore durante la sparatoria, lasciando Maja al centro dell'attenzione dei media internazionali.
Quicksand non è basato su un evento reale, ma la storia è stata scritta per riflettere le disuguaglianze di classe che i suoi creatori hanno visto in Svezia.

## Episodi
| Stagione       | Episodi | Pubblicazione Svezia | Pubblicazione Italia |
| -------------- | ------- | -------------------- | -------------------- |
| Prima stagione | 6       | 2019                 | 2019                 |

## Accoglienza
Joel Keller del sito web Decider ha commentato con una recensione positiva la prima stagione: "è ben scritta e le scene agghiaccianti [di sparatorie nelle scuole] potrebbero portare un po' più di realismo a quello che è un dramma criminale interessante".

## Promozione
Il trailer è stato pubblicato il 31 gennaio 2019.